# البيرة (الخليل)
البيرة قرية فلسطينية تقع جنوب غرب مدينة دورا في محافظة الخليل جنوب الضفة الغربية، وهي من القرى التي احتلتها إسرائيل خلال حرب 1967. وترتفع عن سطح البحر نحو 604 مترًا.

## الجغرافيا
يحدها من الشمال بيت الروش الفوقا، ومن الجنوب والشرق الظاهرية، ومن الجنوب البرج.
تشترك قرية البيرة في مجلس تجمع قروي (البرج – البيرة – بيت مرسم).
بلغ عدد سكان قرية البيرة 289 نسمة عام 2007 وفقاً لجهاز الإحصاء المركزي الفلسطيني.